# کنزس (آلاباما)
کنزس (به انگلیسی: Kansas) شهری در شهرستان واکر ایالت آلاباما است که مساحت آن ۲٫۶۴ کیلومتر مربع است و در سرشماری سال ۲۰۱۰ میلادی، ۲۲۶ نفر جمعیت داشته و تراکم جمعیتی آن، ۸۵٫۶۱ نفر در هر کیلومتر مربع بوده است.